# Шакота, Драган
Драган Шакота (серб. Драган Шакота / Dragan Šakota, греч. Ντράγκαν Σάκοτα, 16 июня 1952, Белград, СР Сербия, СФРЮ) — сербский и греческий баскетболист и тренер.

## Карьера

### В качестве игрока
Как игрок на профессиональном уровне выступал за югославскую команду «ИМТ» в первой союзной лиге с 1972 по 1983 год.

### В качестве тренера
Продолжил карьеру в родном клубе «ИМТ», где стал главным тренером, под его руководством клуб завоевал единственный трофей в своей истории — кубок Югославии 1987 года, при этом выступая в первой союзной лиге. В разное время тренировал многие европейские клубы, представляющие чемпионат Греции: «Арис», «Ираклис», «Перистери», «Аполлон», «ПАОК», «АЕК»; бывшую Югославию: «Црвена звезда», «Задар» и «Цибона». После ухода Андреа Маццона, уволенного за плохие результаты, в январе 2008 года возглавлял итальянский «Фортитудо». Под его руководством клуб окончил сезон 2007—08 с результатом 7—10 в чемпионате Италии и 3—4 в Еврокубке.
Начал сезон 2008–09 в Италии, однако в середине декабря 2008 года был уволен, а его место занял Чезаре Панкотто. 16 ноября 2011 года Шакота стал главным тренером турецкого баскетбольного клуба «Анталья», однако через несколько месяцев был уволен.
В 2014 году вернулся в Грецию, где возглавил «АЕК». Возглавлял клуб с 2014 по 2016, а затем с 2016 по 2017, был также спортивным директором команды. В 2017 году снова был главным тренером, выиграл с командой Лигу Чемпионов ФИБА и Кубок Греции в сезоне 2017—18.

## Международная карьера
С 1989 по 1990 год был помощником главного тренера сборной Югославии Душана Ивковича, с которой принял участие в чемпионате мира 1990 года. На Евробаскете 1999 года был помощником главного тренера в юношеской сборной Югославии, а также у Желько Обрадовича в сборной Сербии и Черногории с 2004 по 2005 год. Принял участие в Олимпийском турнире 2004 года и Евробаскете 2005 года.
В 2006 году Шакота стал главным тренером сборной Сербии и Черногории и принял участие в чемпионате мира 2006 года. Сербия и Черногория на турнире заняла 11-е место, что стало худшим результатом в истории выступлений сербской сборной на турнире.

## Личная жизнь
У Драгана два сына, оба посвятили себя карьере баскетболиста. Старший, Милош (род. 1984) - баскетбольный игрок и тренер. Младший, Душан (род. 1986) - игрок баскетбольного клуба «Мурсия», представляющего чемпионат Испании, и сборной Греции. 